# Las Palmas, San Pedro Pochutla
Las Palmas är en ort i Mexiko.   Den ligger i kommunen San Pedro Pochutla och delstaten Oaxaca, i den sydöstra delen av landet, 500 km sydost om huvudstaden Mexico City. Las Palmas ligger 130 meter över havet och antalet invånare är 168.
Terrängen runt Las Palmas är lite kuperad. Havet är nära Las Palmas söderut.  Närmaste större samhälle är San Pedro Pochutla, 13,9 km väster om Las Palmas. 